# Тарханов, Михаил Михайлович
Михаи́л Миха́йлович Тарха́нов (настоящая фамилия Москви́н; 7 (19) сентября 1877, Москва, Российская империя — 18 августа 1948, Москва, СССР) — русский и советский актёр театра и кино, режиссёр, педагог; народный артист СССР (1937), доктор искусствоведения (1939). Лауреат Сталинской премии I степени (1943). Кавалер двух орденов Ленина (1938, 1947).

## Биография
Родился в Москве в семье часовщика Михаила Алексеевича и его жены Дарьи Павловны Москвиных. Был младшим братом Ивана Москвина. Впоследствии взял себе сценический псевдоним «Тарханов», чтобы не жить в тени старшего брата, который быстро стал знаменитым актёром, однако в старых словарях его фамилия писалась как Москвин-Тарханов.
По окончании реального училища в 1895 году служил в Купеческом банке. В 1898 году заключил контракт с рязанским антрепренёром И. Е. Шуваловым и начал свой путь в качестве актёра на третьих ролях. Выступал на сценах Калуги, Минска, Елисаветграда, Витебска, Перми, Рыбинска, Симбирска, Омска, Пензы, Оренбурга, Орла, Полтавы и других городов. Параллельно работал помощником режиссёра, суфлёром, бутафором, реквизитором.
С 1914—1919 годах играл ведущие роли в антрепризе Николая Синельникова в Киеве, Казани, Одессе и Харькове, заявив о себе как актёр широкого диапазона. В Харькове у мима Михаила Тарханова брала уроки будущая немецко-французская киноактриса Елизавета Пинаева.
В 1919—1922 годах был артистом гастрольной «качаловской группы», выступал в Харькове, Тифлисе, Батуми и за рубежом (Болгария, Сербия, Далмация, Австрия, Германия). Им были исполнены роли Луки в постановке «На дне», Епиходова и Фирса в «Вишневом саде» и Кулыгина в «Трёх сестрах», Мамаева в «На всякого мудреца довольно простоты», старика Гиле в «У жизни в лапах» и Стрэттона в «Потопе».
В 1922 году пришёл во МХАТ, где уже играл его брат, и вскоре стал одним из ведущих мастеров. Нередко выступал в пьесах вместе с братом — так, в инсценировке гоголевских «Мёртвых душ» Москвин «залихватски играл Ноздрёва», в то время как Тарханов «казался отлитым из чугуна». Как писала о нём Инна Соловьёва,Тарханов играл смело, сочно, грубо, на его палитре были краски народной комедии и сатиры. Иное дело, что применял их он мастерски и обладал редкостной органичностью, был живым человеком в каждый момент существования на сцене… Досконально знающий русский быт, готовый проникнуть в неприглядные и страшные бездны человеческих душ, Тарханов обладал своеобразной сценической грацией: в его созданиях была сила и пронзительность, но и пленительная театральная лёгкость.
С 1925 по 1927 год был художественным руководителем 4-й студии МХАТа, при нём преобразованную в Реалистический театр. По его приглашению в театр пришёл режиссёр Василий Фёдоров и художник Илья Шлепянов. Поставил студийные спектакли «Горячее сердце» и «Не было ни гроша, да вдруг алтын» Николая Островского, «Тартюф» Мольера и «Цемент» по пьесе Фёдора Гладкова.
С 1923 года снимался в кино. В звуковое кино принёс речевую культуру МХАТа.
С 1935 года преподавал актёрское мастерство и сценическую речь в ГИТИСе (профессор с 1939 года). В 1942 году был назначен художественным руководителем ГИТИСа и занимал этот пост до конца жизни. Он как никто владел секретами выразительной интонации, тембра голоса и оттенков речи.
С 1943 по 1944 год участвовал в создании национальных театральных студий: украинской, белорусской и чувашской. В театральном сезоне 1947/48 годов на сцене Чувашского драматического театра шла его постановка «Ăса пула инкек» («Горе от ума») режиссёров М. Н. Орловой и М. Н. Баташа с участием выпускников 1-й чувашской студии ГИТИСа.
Член ВКП(б) с 1947 года.

Могила Тарханова и его супруги на Новодевичьем кладбище Москвы

Михаил Тарханов скончался 18 августа 1948 года на 71-м году жизни в Москве. Похоронен 20 августа на Новодевичьем кладбище (участок № 2).

### Семья
Отец — Михаил Алексеевич Москвин, приказчик в часовом магазине Калашникова в Зарядье.
Мать — Дарья Павловна Москвина.
Брат — Иван Москвин (1874—1946), актёр и режиссёр, народный артист СССР (1936).
Сестра — Анна Михайловна, мать Анатолия Горюнова (1902—1951), актёра. Братья Москвины принимали участие в воспитании племянника, рано лишившегося отца.
Супруга — Елизавета Феофановна Скульская (Тарханова) (1887—1955), актриса. Работала в драматических театрах Одессы и Харькова. С 1919 года вместе с мужем участвовала в гастролях «качаловской группы» по югу России и в Европе. Во МХАТе с 1922 по 1954 год, заслуженная артистка РСФСР (1948). Похоронена на Новодевичьем кладбище рядом с супругом.
Сын Иван Тарханов (1926—2004), артист МХАТа, педагог, профессор Школы-студии МХАТ; заслуженный артист РСФСР (1969), заслуженный деятель искусств РФ (1993).
Внучка Елизавета Жарова (Москвина-Тарханова), актриса Театра имени М. Ермоловой.
Внук Михаил Москвин-Тарханов (род. 1953), депутат Московской городской думы.

## Творчество

### Театральные работы
- «Ревизор» Н. В. Гоголя — Хлестаков, Земляника, Осип
- «Бесприданница» А. Н. Островского — Кнуров, Робинзон
- «На дне» М. Горького — Шмага, Лука
- «Свадьба Кречинского» А. В. Сухово-Кобылина — Расплюев
- «Чайка» А. П. Чехова — Шамраев
- «Нечистая сила» А. Н. Толстого — генерал Мардыкин
- «Братья Карамазовы» по Ф. М. Достоевскому — Алёша
- «Идиот» по Ф. М. Достоевскому — Птицын
- «Тартюф» Мольера — Оргон
- «Гамлет» У. Шекспира — Полоний
- «Юлий Цезарь» У. Шекспира — Брут
- «Пигмалион» Б. Шоу — Дулитл
- «Орлёнок» Э. Ростана — Фламбо
- «Трильби» Г. Г. Ге — музыкант Жекко
- «Кузня ведьмы» Г. Г. Ге — сапожник Овсянка
- «Вера Мирцева» Л. Н. Урванцова — Побаржин

#### МХАТ
- 1922 — «Царь Фёдор Иоаннович» А. К. Толстого — Богдан Курюков и Голубь-отец
- 1922 — «Братья Карамазовы» по Ф. М. Достоевскому — Максимов
- 1923 — «На дне» М. Горького — Лука и Бубнов
- 1923 — «Иванов» А. П. Чехова — Егорушка
- 1923 — «Доктор Штокман» Г. Ибсена — Мортен Киль
- 1924 — «Смерть Пазухина» М. Е. Салтыкова-Щедрина — Живновский
- 1924 — «Три сестры» А. П. Чехова — Фёдор Ильич Кулыгин
- 1924 — «Ревизор» Н. В. Гоголя — Лука Лукич Хлопов
- 1924 — «Синяя птица» М. Метерлинка — Хлеб
- 1925 — «Горе от ума» А. С. Грибоедова — Платон Михайлович Горич
- 1926 — «Горячее сердце» А. Н. Островского — Серапион Мардарьевич Градобоев
- 1927 — Безумный день, или Женитьба Фигаро П.-О. Бомарше — дон Гусман Бридуазон
- 1928 — «Растратчики» В. П. Катаева — Прохоров
- 1929 — «Блокада» Вс. В. Иванова — Осип Мироныч
- 1929 — «Вишнёвый сад» А. П. Чехова — Фирс
- 1929 — «Бронепоезд 14-69» Вс. В. Иванова — Семён Семёнович
- 1930 — «Воскресение» по Л. Н. Толстому — Мужик и Старшина присяжных
- 1932 — «Мёртвые души» по Н. В. Гоголю — Михаил Семёнович Собакевич
- 1933 — «У жизни в лапах» К. Гамсуна — старик Гиле
- 1933 — «В людях» по М. Горькому — булочник Семёнов
- 1934 — «Гроза» А. Н. Островского — Савёл Прокофьевич Дикой
- 1935 — «Враги» М. Горького — генерал Печенегов
- 1938 — «Горе от ума» А. С. Грибоедова — Павел Афанасьевич Фамусов
- 1939 — «Смерть Пазухина» М. Е. Салтыкова-Щедрина — Семён Семёнович Фурначёв
- 1943 — «Последние дни» М. А. Булгакова — Богомазов

### Фильмография
- 1921 — Последняя радость
- 1923 — Псиша, танцовщица Екатерины Великой
- 1923 — Раскольников — Семён Захарович Мармеладов
- 1929 — Чины и люди (новелла «Анна на шее») — Модест Алексеевич
- 1932 — Две встречи — машинист
- 1933 — Гроза — Дикой
- 1933 — Иудушка Головлёв — купец Дерунов
- 1933 — Солнце восходит на западе
- 1934 — Юность Максима — Поливанов
- 1935 — Три товарища — старый рабочий
- 1936 — Дубровский — Антон Пафнутьевич Спицын
- 1936 — Настоящий товарищ — учитель Василий Васильевич
- 1936 — Отец и сын — сторож
- 1937-1938 — Пётр Первый — фельдмаршал Б. П. Шереметьев

## Награды и звания
- Заслуженный артист Республики (1928)
- Заслуженный деятель искусств РСФСР (18 января 1933)
- Народный артист РСФСР (27.10.1933)
- Народный артист СССР (03.05.1937)
- Народный артист Чувашской АССР (1947)[9]
- Сталинская премия первой степени (1943) — за многолетние выдающиеся достижения в области искусства[10]
- Два ордена Ленина (26.10.1938 — в связи с 40-летием МХАТ СССР им. М. Горького, 1947)
- Орден Трудового Красного Знамени (03.05.1937) — за выдающиеся заслуги в деле развития русского театрального искусства
- Медаль «За оборону Кавказа» (1945)
- Медаль «За доблестный труд в Великой Отечественной войне 1941—1945 гг.» (1946)
- Медаль «В память 800-летия Москвы»
- Доктор искусствоведения (1939)[11]

## Память
Творчеству М. Тарханова посвящён научно-популярный фильм «Искусство актёра» (1948)